# Erik Pontoppidan den yngre
Erik Ludvigsen Pontoppidan den yngre (født 24. august 1698 i Aarhus, død 20. december 1764 i København) var en dansk teolog, professor, biskop i Bergen, historiker, ornitolog og forfatter. Pontoppidan kan placeres både tidsmæssigt og teologisk som en mellemmand mellem oplysningstiden og pietismen. Han var søn af Else Sophia Christensdatter Spend og stiftsprovst Ludvig Pontoppidan.

## Forfatterskab
Han var en aktiv forfatter, der pga. sin higen efter kundskab havde et vidtforgrenet interessefelt. Det gjorde ham i stand til at skrive skønlitterære bøger, historiske værker og topografiske værker. I 1763 påbegyndte han også udgivelsen af en stor danmarksbeskrivelse (Den danske Atlas), som han dog ikke nåede at færdiggøre inden sin død i 1764. Han var desuden aktiv i udgivelsen af tidsskriftet Danmarks og Norges Oeconomiske Magazin. Størst udbredelse fik dog hans katekismusforklaring fra 1737, Sandhed til gudfrygtighed, der blev lovbefalet til brug for undervisning i kristendom.

### Sandhed til Gudfrygtighed
Titlen til denne katekismusforklaring er hentet fra Bibelen (Titusbrevet, kapitel 1 vers 1). Bogen er bygget op med en lang række nummererede spørgsmål med efterfølgende svar. Indholdsmæssigt er det nærmest en direkte bearbejdelse af pietismens "fader" Speners katekismus, dog mærkes en anden vægtlægning end hos Spener. Pontoppidan fandt nemlig større sympati for den såkaldte Halle-pietisme, der også var statskirkens tro. Hvor Spener var mere interesseret i at beskrive livet efter omvendelsen, er Pontoppidan interesseret i processen op til den. Dette gav sig udtryk blandt andet i, at man i bogen ser en vægtlægning af angerens nødvendighed, omvendelse og advarsler mod at fanges af syndens lyst. Omvendelsen skal være en kulmination på en lang og smertefuld bodskamp.
De radikale tendenser i pietismen i retning af afstandtagen til kirken blev afbalanceret ved betoningen af lydighedspligten mod al øvrighed, ikke mindst præsterne. Selv om præsteembedet fremhæves, så betones samtidig, at der også blandt præsterne findes ugudelige lærere og falske profeter; især dem, der gør det for nemt at komme i himmelen. Enhver henvises til egen eftertanke. Da denne bog blev lovbefalet til brug i skole og kirke, lagde den grunden til de senere gudelige vækkelser i 1800-tallet. I Danmark var den lovpligtig frem til 1794, hvor den blev afløst af biskop Balles Lærebog.

## Biskop i Bergen
Da biskop Oluf Bornemann døde i 1747, blev Pontoppidan bedt om at overtage hans embede i Bergen stift. Pontoppidan ønskede ikke at bo i Norge, og kom ikke til Bergen før i juni 1748. Statsarkivet i Bergen opbevarer i dag biskoppens officielle korrespondance, som viser, at Pontoppidan var et arbejdsjern af rang. Han kommenterede alt fra tiende til skilsmissespørgsmål og problemer med køerne, som gjorde fra sig altfor nær dørene på Bergen domkirke. Især var Pontoppidan optaget af skolevæsenet, som han gjorde meget for at forbedre. I Bergen etablerede han et lærerseminarium på den i dag endnu eksisterende Christi Krybbe skole. Pontoppidan mente, at studenterne burde rekrutteres fra bondestanden, fordi ingen andre kunne klare sig på det kosthold, man måtte nøje sig med i de norske landdistrikter. Pontoppidan oprettede også en helt ny skole i Bergen, nemlig Seminarium Fredericianum, ment som et ekstratilbud til latinskolens elever, som her kunne lære tysk og fransk. Udgifterne ved at bygge seminariet, vistnok 800 rigsdaler, påtog studiosus juris Melchior Falch sig som tak for at have fået sorenskriverembedet på Sunnmøre fra 1754. I 1752 stod skolen klar til at modtage sine første elever, tolv drenge, som fik tilbud om kost og logi. Formålet var at professionalisere Bergens handelsstand.
Seminariet gik imidlertid ikke så godt, da rektor ved Bergen latinskole, Jacob Høyer, var misundelig på den nye skole, og derfor lagde latinskolens undervisning sådan, at eleverne måtte opgive at følge undervisningen ved seminariet. I 1781 fik seminariet en udvidet fagkreds med navigation og geografi, men det hjalp ikke. Intriger eleverne imellem skabte så mange problemer, at Pontoppidans skole blev nedlagt i 1808. Latinskolen står imidlertid den dag i dag, på Asylplassen i Bergen, og er Norges ældste børnehave under navnet "Bergen barneasyl". Seminariets bogsamling på 1.300 bind ved oprettelsen, blev skænket til latinskolen ved seminariets nedlæggelse.
I 1753 og 1754 gennemgik Pontoppidan de offentlige regnskaber med argusøjne. Ved Manufakturhuset og De søfarendes fattighus afdækkede han store underslag og prøvede at få pengene tilbageført. Som biskop kom han også i konflikt med enkelte præster i Bergen stift. Den ene, Gerdt Geelmuyden på Os syd for Bergen, skændtes med sine kapellaner om embedsindtægterne. Geelmuydens griskhed var så stor, at Pontoppidan faktisk frygtede for hans sjæl. En anden var sognepræsten i Nykirken i Bergen, Mathias Albert Haberdorff, "en raa, umedgjørlig mand", berygtet for at skælde sine sognebørn ud fra prædikestolen. Pontoppidan var til sidst så træt af Geelmuyden og Haberdorff, at al kontakt skulle gå via provsten.
I foråret 1754 ansøgte Pontoppidag kongen om tilladelse til at forlade Bergen. Han ønskede at følge sine to ældste sønner til København, hvor de skulle gå i skole. Dertil ønskede han at tilse sin danske formue. Sandheden var snarere, at han var indblandet i en utroskabsskandale. En gift viceborgermester i Bergen, Peter Severin Garboe, søn af præsten i Vejrum, havde et par år tidligere gjort Maren Mathiesen - datter af politimesteren i Bergen - gravid. (Garboes kone Gidske Johanne Kaas opnåede i 1760 skilsmisse ved kongeligt reskript pga. sagen.) Den gifte Garboe og den gravide Maren prøvede at skjule skandalen ved at få en fælles ven, Conrector Paul Lakier ved Bergen katedralskole, til at ledsage Maren til Danmark, hvor de udgav sig for et ægtepar for at få barnet anerkendt som "ægtefødt". Rygterne nåede imidlertid til Bergen, og en undersøgelse blev igangsat, for parret var jo ikke blevet viet. I afhøringer navngav Garboe også biskop Pontoppidan som mulig barnefar. Biskoppen blev rasende. Han havde nu fået nok af Bergen. Da han fik kongens tilladelse til afrejse, forlod han Bergen for godt. Det sidste brev, han skrev fra sin bolig i byen, er dateret 13. juli 1754. I København blev han udnævnt til rektor ved Københavns Universitet, men beholdt alligevel indtægterne fra bispestolen i Bergen frem til sin død.
Som biskop fik han udgivet Glossarium Norvegicum, en samling af omkring 1.000 norske ord, der skulle "tjene det fælles Sprog til Oplysning og Forbedring". Her anbefaler han brug af "significative" norske ord fremfor franske og andre fremmede uttrykk. Hensigten var at hjælpe danske embedsmænd, især præsterne, til at forstå norske bønder bedre. Han havde også skrevet en afhandling om "det danske Sprogs Skæbne og forrige Tilstand udi Sønderjylland".

## Sidste år
Også i København mødte han modstand og fik sine planer forhindret, så han vendte tilbage til sin skribentvirksomhed. Han var også aktiv som politisk økonom og som redaktør af Danmarks og Norges økonomiske Magazin i 8 bind (1757–64).
Som nævnt havde Pontoppidan i sine sidste år påbegyndt udgivelsen af værket Den danske Atlas. Kun to af bindene nåede at udkomme i hans levetid (1763-64), men hans optegnelser indgik i arbejdet med de følgende fem bind, videreført af svogeren Hans de Hofman og siden Langebek og Sandvig. Han blev således en pioner i arbejdet med at beskrive de danske landsdele.

## Værker
- Theatrum Daniæ veteris et modernæ. Oder: Schau-Bühne des alten und jetzigen Dannemarcks Bremen 1730.
- Kurzgefaßte Reformations-Historie der dänischen Kirche Lübeck 1734.
- Fejekost til at udfeje den gamle Surdejg 1736.
- Sandhed til Gudfrygtighed: udi en eenfoldig og efter Muelighed kort, dog tilstrekkelig Forklaring over Sal. Dr. Mort. Luthers Liden Cathechismo København 1737.
- Marmora Danica selectiora sive Inscriptionum Kjøbenhavn 1739–41.
- Den Nye Psalme-Bog: udi hvilken findes ey allene de Psalmer, som udi den forordnede Kirke-Psalme-Bog af Doct. Kingo have været samlede, men endogsaa mange andre udvalte, deels nye, dels af det tydske Sprog oversatte Psalmer Kjøbenhavn 1740.
- Gesta et vestigia Danorum extra Daniam... Leipzig, Kjøbenhavn 1740/41.
- Annales ecclesiæ Danicæ diplomatici... Kjøbenhavn 1741–52.
- Kort og eenfoldig Underviisning For Skoleholderne Om Den Maade, paa hvilken de best kunde lære Børn at læse i Bøger... (Bergen 1748, Kiøbenhavn 1763).
- Ein paar erweckliche Predigten vom Elend des irdischen Lebens und wie demselben möge geholfen werden Kothert, Bergen 1749.
- Glossarium norvagicum Kothert, Bergen 1749.
- Det første Forsøg paa Norges Naturlige Historie,... Kiøbenhavn 1752.
  - Erich Pontoppidans...Versuch einer natürlichen Historie von Norwegen Mumme, Kopenhagen, Flensburg 1753-69.
  - The Natural History of Norway London 1755.
- D. Erich Pontoppidans Opvækkelige Hyrde-Breve, Aarlig forsendte til Præsteskabet i Bergens-Stift 1753.
- Menoza Kjøbenhavn 1754.
- Uforgribelige Betænkninger over den naturlige Aarsag til de mange og store Jord-Skiælv, samt det usædvanlige Veirlig, som nu paa nogen Tid er fornummet, baade i og uden for Europa Kiøbenhavn 1756.
- Erich Pontoppidans unvorgreifliche Bedenken über die natürliche Ursache der vielen und starken Erdbeben und des ungewöhnlichen Wetters, welches man seit einiger Zeit sowohl in als außer Europa vernommen hat. Pelt, Kopenhagen 1757.
- Collegium Pastorale Practicum Kiøbenhavn 1757.
- Danmarks og Norges Oeconomiske Magazin Kjøbenhavn 1757–64.
- Erich Pontoppidans Kraft der Wahrheit, den atheistischen und naturalistischen Unglauben zu besiegen Pelt, Kopenhagen 1759.
- Eutropii Philadelphi Oeconomiske Balance Godiche, Kopenhagen 1759.
- Menoza, welcher die Welt umhergezogen, Christen zu suchen Kopenhagen 1759.
- Sannleiki Gudhraedslunnar 1759.
- Origines Hafnienses eller den kongelige Residentz-Stad Kiøbenhavn, forestillet i sin oprindelige Tilstand Kiøbenhavn 1760. Digital kopi på Det Kgl. Bibliotek Arkiveret 9. maj 2022 hos  Wayback Machine.
- Den Danske Atlas eller Konge-Riget Dannemark Kiøbenhavn 1763–81.
- Erich Pontoppidans kurzgefaßte Nachrichten, die Naturhistorie in Dänemark betreffend Rothe & Profft, Kopenhagen 1765 (p.m.).
- Erich Pondoppidans schrift- und vernunftmäßige Abhandlung von der Unsterblichkeit menschlicher Seelen, von deren Befinden in dem Tode, von deren Zustand gleich nach dem Tode, bis an das jüngste Gericht Rothe, Kopenhagen 1766 (p.m.).